# Estadio Roberto Larrosa
El estadio Roberto Larrosa es un estadio de fútbol ubicado sobre la Avenida Lacarra, entre Avenida Fernández de la Cruz y José Barros Pazos, en el barrio de Villa Soldati, ciudad de Buenos Aires, Argentina. Fue inaugurado en 1954, tiene capacidad para 7000 espectadores y pertenece al Sacachispas Fútbol Club, que lo utiliza para disputar sus encuentros como local. Su nombre homenajea a Roberto Beto Larrosa, presidente del club por treinta años.